# Scharlakenrood
Scharlakenrood (van het Perzische سقرلات saqerlât) is een rode kleur, tussen rood en oranje in. Het is roder dan vermiljoen.
Historisch werd de naam gebruikt voor allerlei stoffen die met het bloed van schildluizen rood was geverfd. De wollen stof scharlaken werd vaak in deze kleur geverfd. Tot de zestiende eeuw was de meest toegepaste rode kleurstof kermes. Daarna werd het meer roze karmijn populair, gebaseerd op Mexicaanse schildluizen, dat werd geïsoleerd door Cornelis Drebbel.
Het emissiespectrum van strontium wordt als scharlaken beoordeeld. De emissielijnen van dit element liggen bij 640,8 nm, 650,4 nm, 687,8 nm en 707,0 nm. Om deze kleur wordt strontium veel in vuurwerk toegepast.
Een pigment dat scharlakenrood benadert is Sudanrood IV; dit is niet als kleurstof voor levensmiddelen toegestaan.
Scharlakenrood was een huiskleur van Ferrari, tegenwoordig wordt een lichtere, frissere kleur gebruikt.
Paars of scharlaken is in wezen geen heraldische kleur maar zij wordt in de heraldiek wel toegepast, soms als natuurlijke kleur.
Paus Paulus II schreef vanaf 1463 voor de mantel van kardinalen scharlakenrood voor.

## Varia
- Michel Faber schreef de historische roman Lelieblank, scharlakenrood (The Crimson Petal and the White, 2002) over een prostituee in Londen rond 1875. Crimson betekent eigenlijk karmozijn, een andere schakering van rood, die meer naar paars zweemt.
- Scharlakenrood komt in de Bijbel meerdere keren voor. De vertaling van 1951 noemt het 47 keer. Waar het gaat om de tabernakel, wordt in de NBV het woord karmozijn gebruikt. De bekendste teksten luiden:
  - Exodus 26:1: De tabernakel zult gij maken van tien tentkleden; van getweernd fijn linnen, blauwpurper, roodpurper en scharlaken.
  - Jozua  2:21: Daarop liet (Rachab) hen gaan en zij gingen heen; en zij bond het scharlaken koord aan het venster. De organisatie Scharlaken Koord, die zich bezighoudt met hulpverlening aan prostituees, dankt haar naam aan dit vers.
  - Jesaja  1:18: Al waren uw zonden als scharlaken, zij zullen wit worden als sneeuw.
- Scharlaken is een familienaam die voorkomt in het zuiden van Nederland en in België. Naast Scharlaken komen ook Scharlaeken, Scharlakens, Schaerlaekens, Schaerlaeckens en Scharlakens voor. De Engelse vorm Scarlet komt in Nederland voor als meisjesnaam.
- De schat van Scharlaken Rackham is een bekend Kuifje-boek in 1944 geschreven door Hergé. Kuifje gaat op zoek naar de schat van Haddocks voorvader, die deze veroverde op de zeerover Scharlaken Rackham. Alleen in de Nederlandse vertaling heet het verhaal zo, in het oorspronkelijk Frans is het Le trésor de Rackham le Rouge.
- Scharlaken vuur is ook een stripalbum in de Thorgal-reeks (2016).
- Scharlaken is de uniformkleur van Captain Scarlet in het televisie-poppenspel Captain Scarlet and the Mysterons (1967-1968). Niet verwonderlijk, omdat 'scarlet' het Engelse woord is voor scharlaken.

adelaar · Agnus Dei · alliantiewapen · andreaskruis · ankerkruis · armoriaal · baldakijn · barensteel · bezant · Bourgondisch kruis · brisure · cartouche · centaur · cordelière · dekkleed · dorpsvlag · dorpswapen· drieberg · dubbelkoppige adelaar · dwarsbalk · fleur de lis · fleuron · Friese adelaar · gaande leeuw · gecarteleerd · Gelderse leeuw · gepaald · gravenkroon · groot wapen · griffioen · hartschild · helmkroon · helmteken · heraldische kleur · herautstuk · hermelijn · hoed · Hollandse tuin · huismerk · Jeruzalemkruis · karbonkel · keizerskroon · keper · koek · kromstaf · kroon · krukkenkruis · kwartier · kwartileren · kwartierzoom · leeuw · markiezenkroon · merlet · molenijzer · motto · muurkroon · nassaublauw · natuurlijke kleur · Nederlandse leeuw · Nederlandse Maagd · ombrellino · ordeketen · palen · pentagram · pijlenbundel · raadselwapen · raaf · respectant · riddertoernooi · rijksbanier · rijkskleuren · rijksstandaard · rijkswapen · roos · Rudolfinische keizerskroon · Saksenros · Saladins Adelaar · scharlakenrood · schildhoofd · schildhouder · schildvoet · schildzoom · schoof · schuinbalk · schuinstreep sinister · sinister · sleutels van Petrus · socialistische heraldiek · sprekend wapen · stadskleuren · standaard · stedenmaagd · ster · tinctuur · vair · vermeerdering · vlag · vorstenhoed · vrijheidshoed · vrijkwartier · vrouwenwapen · wapen · wapenbelasting · Wapenboek Beyeren · Wapenboek Gelre · wapenbord · wapendiploma · wapendier · wapenkast · wapenkoning · wapenmantel · wapenrecht · wapenrol · wapenstier · wapentent · wassende en afnemende maan · Waterlandse zwaan · Westfriese boomwapens · wildeman · wolfsangel · wrong